# Plaatdrukproef

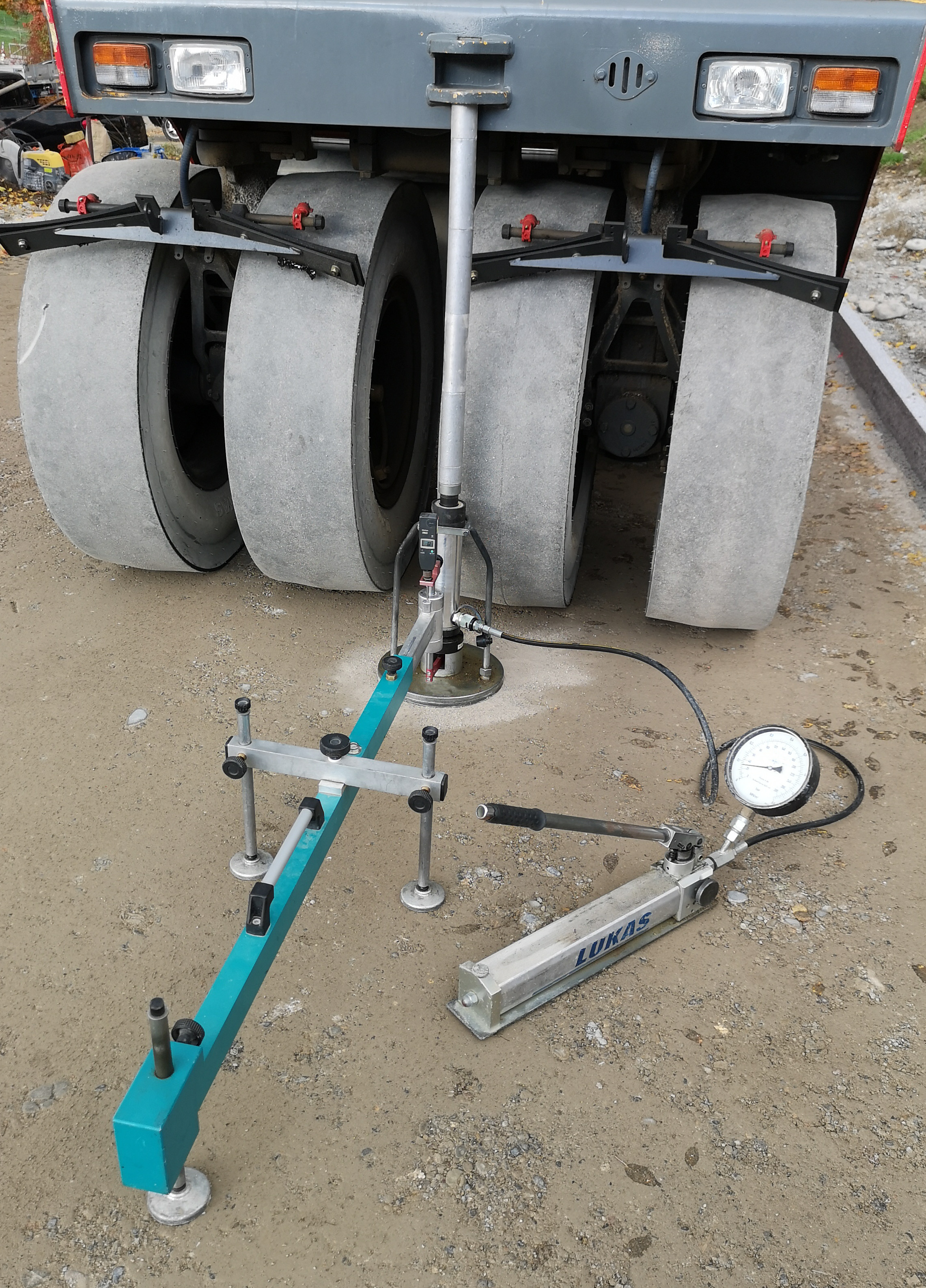
Plaatdrukproef

De plaatdrukproef, ook wel plaatbelastingsproef of meestal gewoon plaatproef genoemd, is een grondmechanisch onderzoek dat uitgevoerd wordt om bepaalde eigenschappen van de ondergrond te weten te komen (zie Doel). De eigenschappen hebben betrekking op de totale ondergrond onder de plaat, en niet enkel de bovenste laag. De waarden zijn representatief voor die locatie. De proef is vooral in België en Duitsland zeer gewild, in Nederland is hij in opkomst. Vooral omdat de proef direct resultaten oplevert. De proef wordt vooral in de wegenbouw toegepast.
Het heet de plaatdrukproef omdat bij de proef een sterke stalen plaat met een bepaalde diameter wordt gebruikt. Dit kan onder andere een Ø 300 mm, Ø 600 mm of een Ø 762 mm  zijn. Deze plaat wordt door middel van een hydraulische cilinder en een tegengewicht de grond ingedrukt. En hierbij wordt zeer nauwkeurig de kracht van de cilinder en de zetting van de plaat gemeten. De kracht wordt gemeten door een drukdoos tussen plaat en cilinder, en de zetting door een (aantal) zeer nauwkeurige draadverplaatsingsopnemer(s).

## Doel
Het doel van de proef is om twee eigenschappen van de ondergrond op die locatie te verkrijgen, namelijk de elasticiteitsmodulus afgekort als {\displaystyle E}. En de beddingsconstante afgekort als Ks. Met name de beddingsconstante is vaak van belang.

## Methode
De proef wordt meestal uitgevoerd door meerdere cyclussen van belasting en ontlasting van de plaat toe te passen. Hierbij wordt de belasting in vast gestelde trappen verhoogd en vervolgens voor een bepaalde tijd constant gehouden. De tijd, trappen en cyclussen zijn afhankelijk van de normering die gevolgd wordt. Tijdens het eerste belastingsverhoging traject, dus de opbouw van de belasting tot maximaal, wordt de Ks bepaald. Vaak in MN/m³ of in n/mm³.
{\displaystyle k={\frac {p}{u}}} met P= Delta spanning (MN) en u= Delta zetting (m).
Het ontlasten gebeurt ook in voorgeschreven stappen, die stappen zijn groter dan die van de belasting. Deze manier wordt vaak gebruikt, maar er zijn ook andere manieren, dat zijn dan vaak variaties op deze formule. Het bepalen van de {\displaystyle E} verschilt vaak per normering.

## Weblink
- Plattendruckversuch Merkblatt nach DIN 18134.